# Raión de Novgorodka
Novgorodka (en ucraniano: Новгородківський район) es un raión o distrito de Ucrania en el óblast de Kirovogrado. 
Comprende una superficie de 997 km².
La capital es la ciudad de Novgorodka.

## Demografía
Según estimación 2010 contaba con una población total de 18947 habitantes.

## Otros datos
El código KOATUU es 	3523400000. El código postal 28200 y el prefijo telefónico +380 5241.